# Sean Rodriguez
Sean John Rodriguez (né le 26 avril 1985 à Miami, Floride, États-Unis) est un ancien joueur ayant évolué dans la Ligue majeure de baseball de 2008 à 2020. Ce joueur d'utilité pouvait évoluer aussi bien au champ intérieur qu'au champ extérieur. 

## Carrière

### Angels de Los Angeles
Après des études secondaires à la Braddock High School de Miami (Floride), Sean Rodriguez est repêché le 3 juin 2003 par les Angels de Los Angeles au troisième tour de sélection. Il perçoit un bonus de 400 000 dollars à la signature de son premier contrat professionnel le 4 juin 2003. 
Il passe quatre saisons en Ligues mineures avant d'effectuer ses débuts en Ligue majeure le 19 avril 2008.

### Rays de Tampa Bay

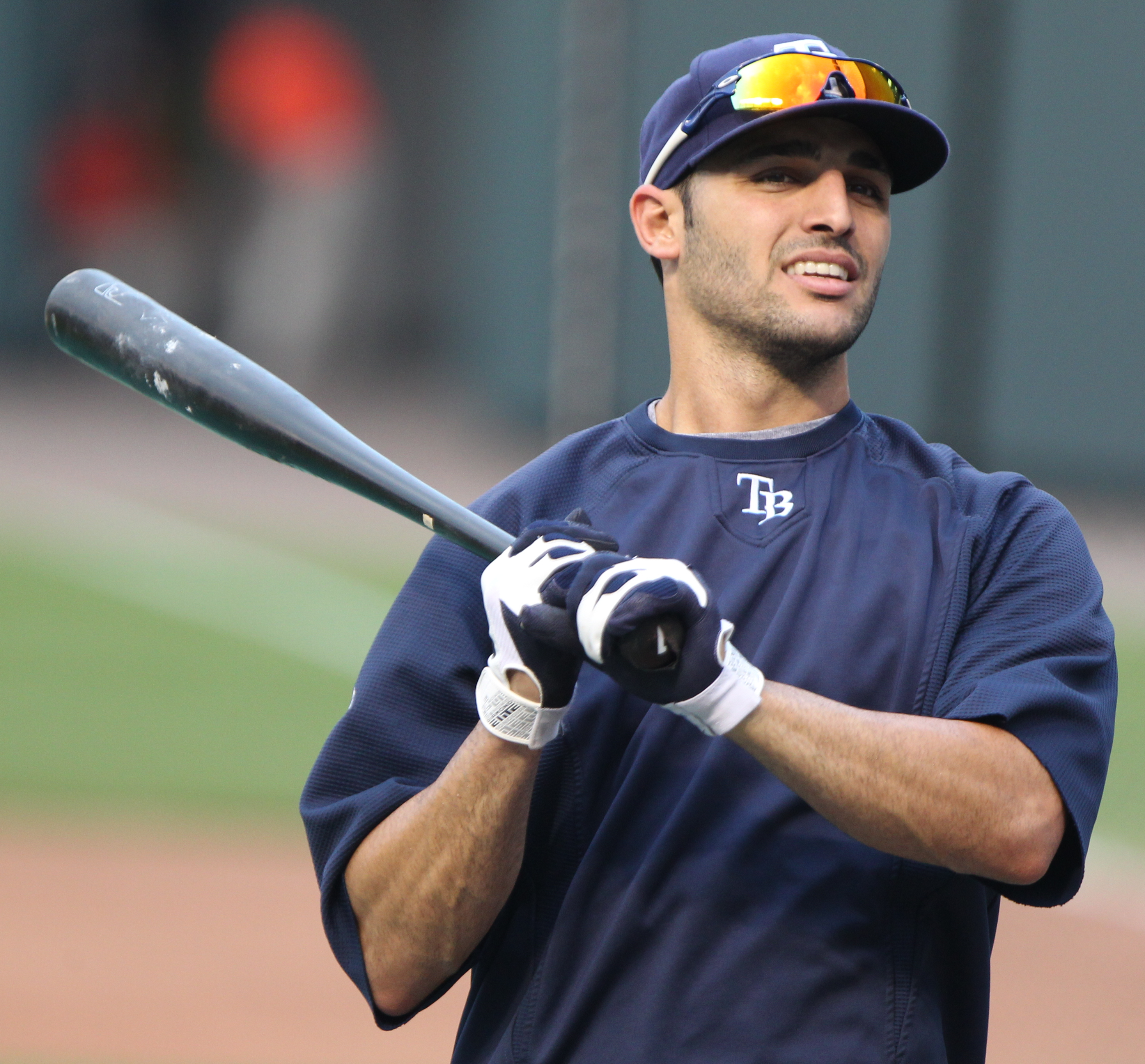
Sean Rodriguez en 2011.

Rodriguez rejoint les Rays de Tampa Bay le 1er septembre 2009 à l'occasion d'un échange impliquant plusieurs joueurs dont Scott Kazmir.
Lors de ces quatre premiers passages au bâton lors de l'entraînement de printemps 2010 des Rays, Rodriguez réussit trois coups de circuit.
Le 15 août 2012 à Seattle, il est retiré sur des prises par Felix Hernandez des Mariners, ce qui complète le match parfait de ce dernier.
Il joue 553 matchs des Rays en 5 saisons, de 2010 à 2014. Sa moyenne au bâton s'élève à ,228 durant cette période avec 40 circuits, 172 points produits et 185 points marqués. En 96 matchs à sa dernière saison chez les Rays en 2014, sa moyenne au bâton (,211) et sa moyenne de présence sur les buts (,258) sont à leur plus bas depuis qu'il a joint l'équipe, mais il établit de nouveaux records personnels de circuits (12) et de points produits (41).

### Pirates de Pittsburgh
Le 1er décembre 2014, les Rays échangent Rodriguez aux Pirates de Pittsburgh contre le lanceur droitier des ligues mineures Buddy Borden.
Il joue 139 matchs pour les Pirates en 2015, dont 102 au premier but, où il vient souvent relever Pedro Alvarez, à qui il est supérieur en défensive.
Alvarez n'étant pas de retour chez les Pirates en 2016 et le joueur de deuxième but Neil Walker ayant été échangé, Rodriguez signe le 17 décembre 2015 avec Pittsburgh un nouveau contrat d'un an pour 1,5 million de dollars.

### Braves d'Atlanta
Rodriguez signe un contrat avec les Braves d'Atlanta après la saison 2016 mais ne joue que 15 matchs pour eux en 2017, frappant 6 coups sûrs.

### Retour à Pittsburgh
Le 5 août 2017, les Braves d'Atlanta échangent Rodriguez à son ancienne équipe, les Pirates de Pittsburgh, et obtiennent en retour le joueur des ligues mineures Connor Joe.

## Statistiques
| Saison | Équipe    | G   | AB  | R  | H   | 2B | 3B | HR | RBI | SB | BA    |
| ------ | --------- | --- | --- | -- | --- | -- | -- | -- | --- | -- | ----- |
| 2008   | LA Angels | 59  | 167 | 18 | 34  | 8  | 1  | 3  | 10  | 3  | 0,204 |
| 2009   | LA Angels | 12  | 25  | 4  | 5   | 0  | 0  | 2  | 4   | 0  | 0,200 |
| 2009   | Tampa Bay | 118 | 343 | 53 | 86  | 19 | 2  | 9  | 40  | 13 | 0,251 |
| Totaux | Totaux    | 189 | 535 | 75 | 125 | 27 | 3  | 14 | 54  | 16 | 0,234 |

| Saison | Équipe    | G | AB | R | H | 2B | 3B | HR | RBI | SB | BA   |
| ------ | --------- | - | -- | - | - | -- | -- | -- | --- | -- | ---- |
| 2010   | Tampa Bay | 4 | 10 | 2 | 2 | 0  | 0  | 0  | 0   | 0  | .200 |
| Totaux | Totaux    | 4 | 10 | 2 | 2 | 0  | 0  | 0  | 0   | 0  | .200 |

Note : G = Matches joués ; AB = Passages au bâton; R = Points ; H = Coups sûrs ; 2B = Doubles ; 3B = Triples ; 
HR = Coup de circuit ; RBI = Points produits ; SB = Buts volés ; BA = Moyenne au bâton.